# Christine Kerry

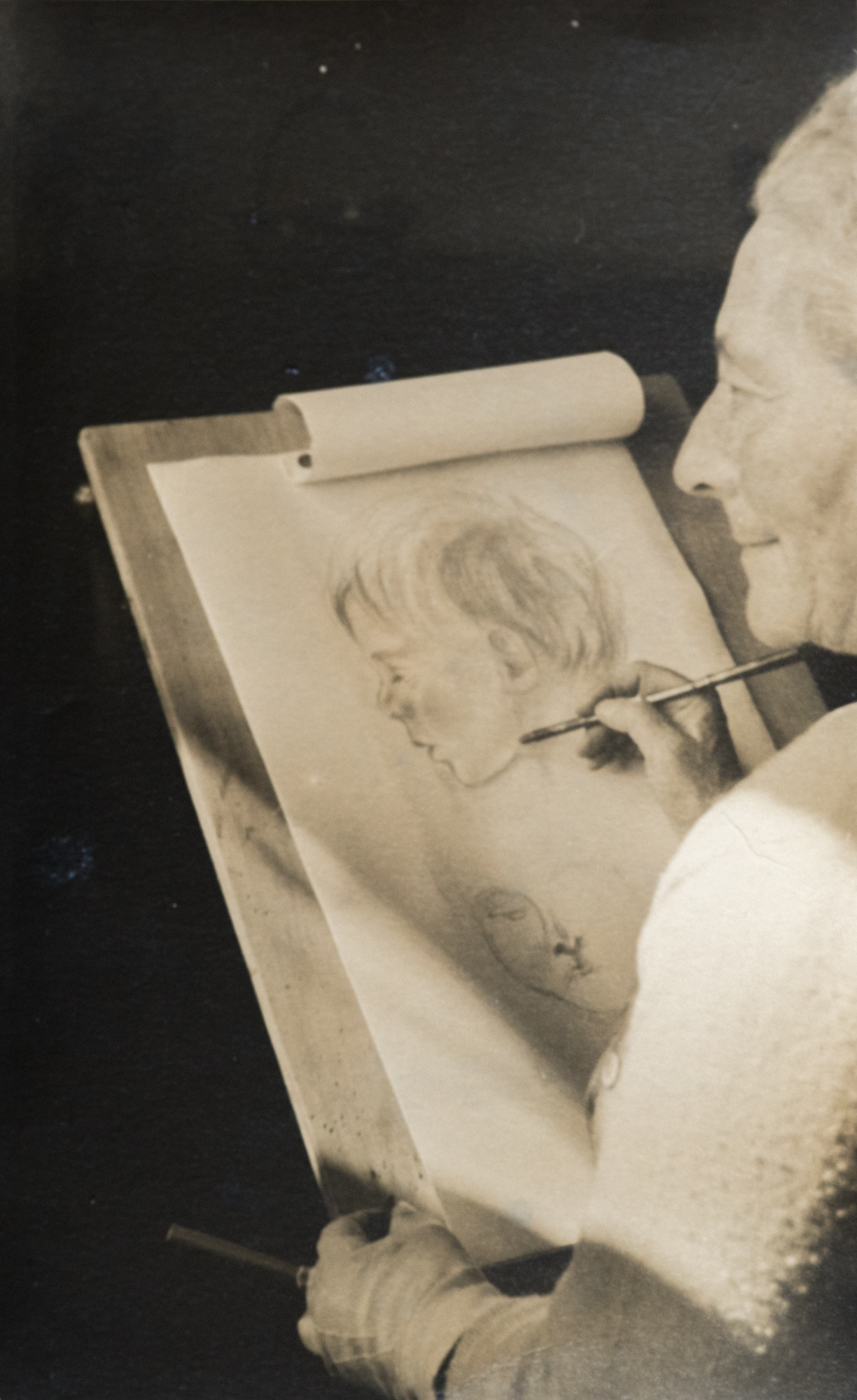
Christine Kerry beim Zeichnen

Christine Kerry, zumeist Christl Kerry genannt (* 16. September 1889 in Wien; † 23. Dezember 1978 in Altaussee) war eine österreichische Malerin und Zeichnerin.

## Leben und Wirken
Bereits Christine Kerrys jüdische Großeltern und auch ihre Eltern, der Arzt und Chemiker Richard Emil Kerry (* 1863 in Wien; † 19. Oktober 1896; Privatdozent an der k.k. Universität Wien und Vorstand des bakteriologischen Laboratoriums des k.k. Ackerbau–Ministeriums) und Emma von Dittel waren seit 1885 auf Sommerfrische in Altaussee und erwarben dort ein hoch über Altaussee am Fuße des Loser gelegenes Grundstück, auf dem sie 1893 die Villa Kerry (Fischerndorf 74) errichteten. 1896 kaufte Richard Kerry in Altaussee noch das Frosch-Haus (Puchen 14).
Christl Kerry verbrachte ab ihrer Geburt jeden Sommer in Altaussee, ihre Schul- und Studienzeit jedoch in Wien. Nach dem frühen Tod ihres Vaters wuchs sie in der Obhut ihres Großvaters Emanuel Kerry auf. Ab 1937 wurde sie ständig in Altaussee wohnhaft. Einer der ersten Gäste in der Villa Kerry war ab 1896 der neunzehnjährige Fritz von Herzmanovsky-Orlando, den mit der siebenjährigen Christl deren zeichnerisches Talent verband und der dieses förderte. Die beiden waren heimlich verlobt und pflegten eine lebenslange Freundschaft, in der Herzmanovsky-Orlando Christine Kerry bis zu seinem Tod 1954 oftmals besuchte. Ein zweites Mal war Kerry mit dem US-amerikanischen Pianisten John Powell verlobt, der in Wien Klavier und Komposition studierte und den sie auch in den USA besuchte.

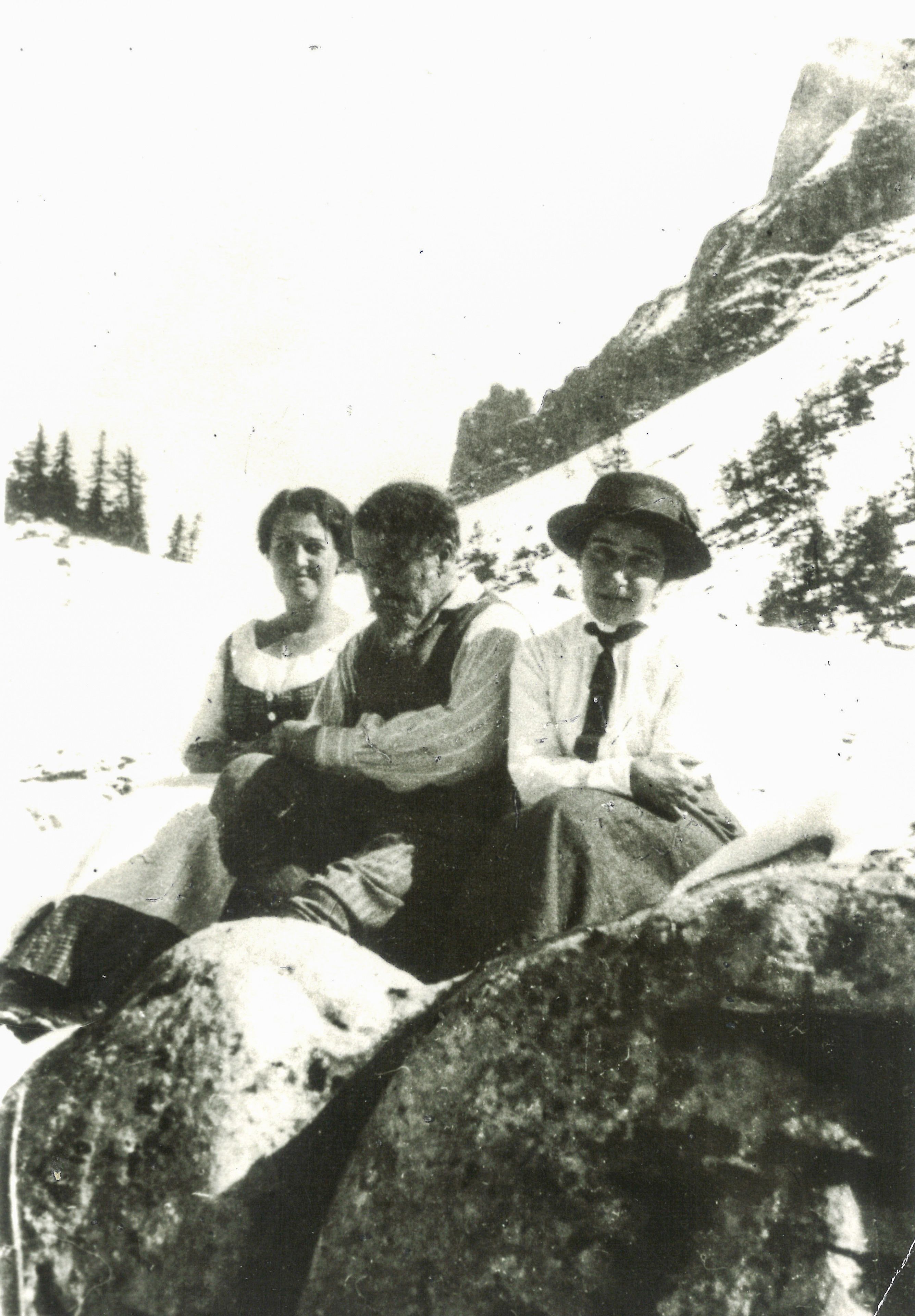
Christine Kerry (links) und Arthur Schnitzler auf der Gschwandtalm am Loser in Altaussee (1916)

Ein guter Bekannter war auch Arthur Schnitzler, den Kerry in Altaussee kennen lernte. Gemeinsam mit Schnitzler, seiner Sekretärin Frieda Pollak und Hanna Askonas unternahm Kerry am 25. September 1916 einen Ausflug auf die Gschwandtalm am Loser, wie Schnitzler in seinem Tagebuch festhielt. Auch ein Foto zeugt von dieser gemeinsamen Wanderung. In den 1930er Jahren eröffneten die Kerrys in ihrer Villa eine Fremdenpension, in der zahlreiche Künstler wie Komponisten, Maler, Musiker, Sänger, Schriftsteller und Dichter als Gäste logierten. Daraus entstanden viele oft Jahrzehnte währende Freundschaften, wie mit Wilhelm Kienzl und Camillo Faust, dem Klimt–Schüler Harald Peter Gutherz, dem Bayreuther Architekten Erwin Gurlitt, der Sängerin Elsa Jülich, dem Musiker Michael Taube und dem Sänger Joseph Schmidt.
Ihre künstlerische Ausbildung in Malerei erhielt sie um 1910 bei Ferdinand Schmutzer, gemeinsam mit Katharina Wallner und bei Maximilian Liebenwein in Burghausen. Christine Kerry war bis ins neunzigste Lebensjahr künstlerisch tätig. Ihr schöpferisches Werk, in dem sie vor allem Porträts anfertigte und die Landschaft des Ausseerlandes in Zeichnungen und Aquarellen festhielt, umfasste auch Bleistift- und Buntkreidezeichnungen, Radierungen und Lithographien

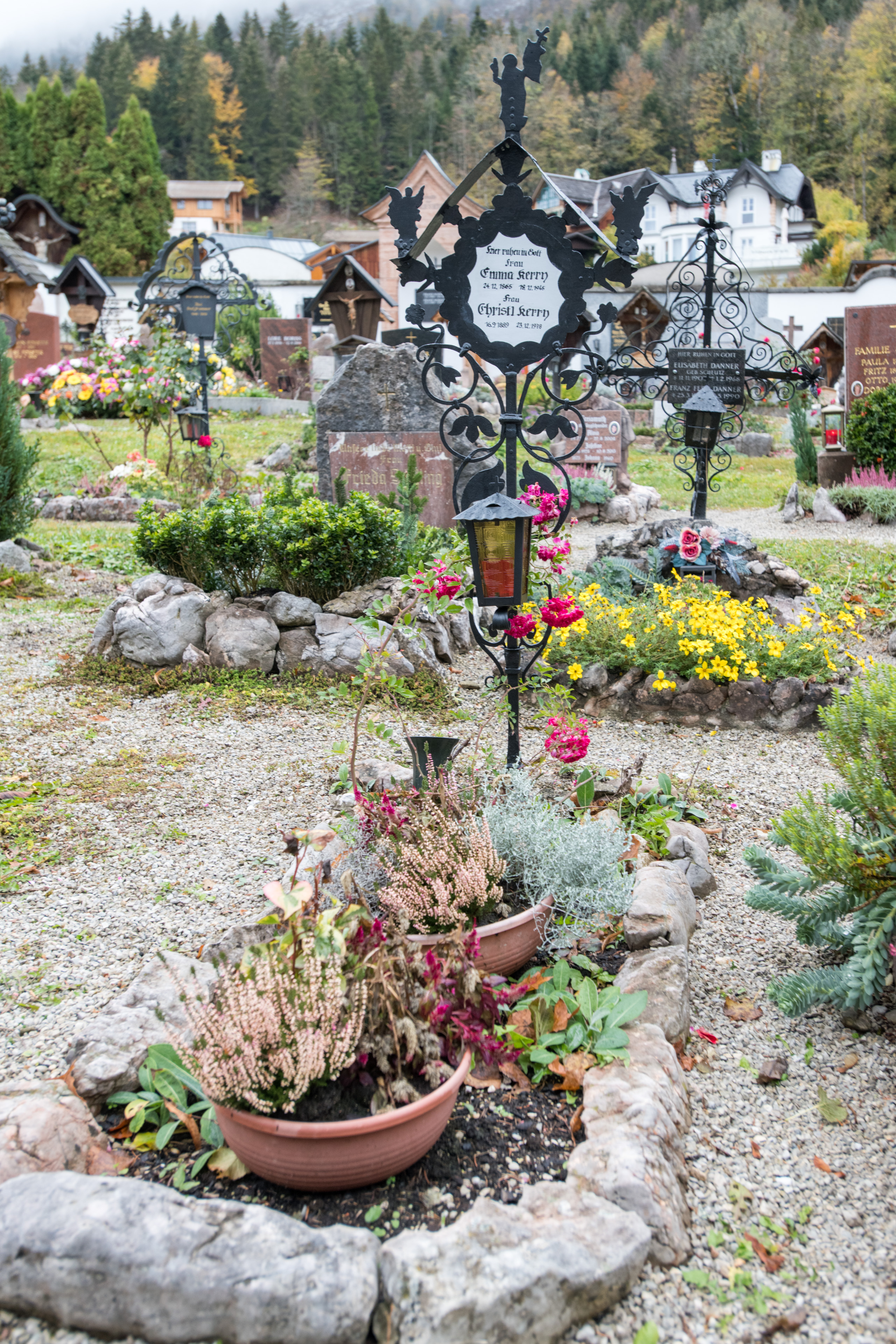
Grab von Christl Kerry am Friedhof in Altaussee

Kerry blieb unverheiratet und kinderlos. Ihr Grab befindet sich am Ortsfriedhof von Altaussee.

## Überleben im Zweiten Weltkrieg

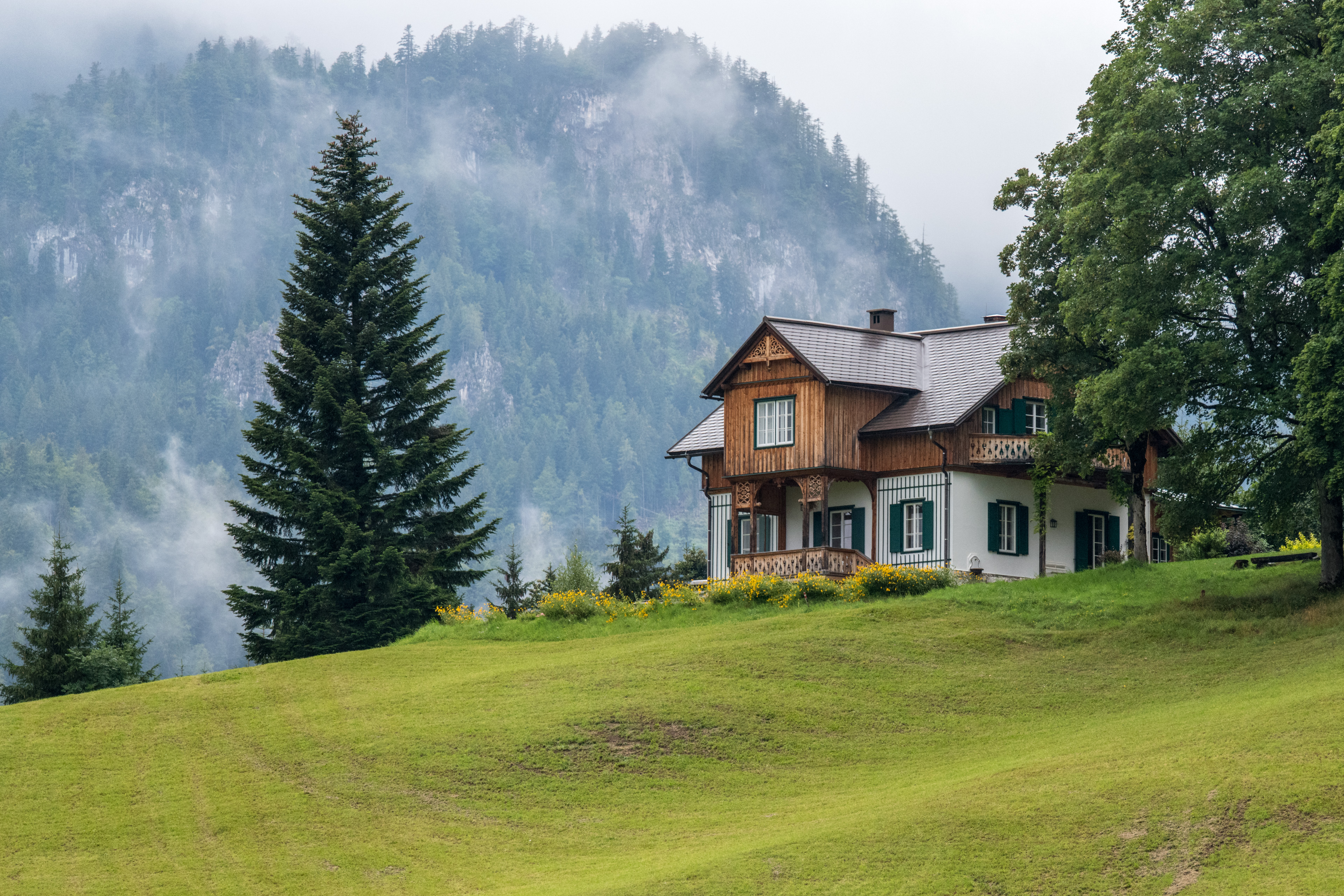
Villa Kerry in Altaussee (2018)

Während der NS–Diktatur entging Christine Kerry trotz ihrer jüdischen Abstammung dem Holocaust und der Enteignung. Vermutlich auf Intervention ihrer Freundin Ilse Tanzmeister wurde ihr vom Gauhauptmann der Steiermark Armin Dadieu ein Schutzbrief ausgestellt, der Christine Kerry und ihre Mutter Emma vor Enteignung und Deportation schützte. Trotzdem wurde sie kurz vor Kriegsende für sechs Wochen in Linz interniert, kam jedoch wieder frei.
Gegen Ende des Zweiten Weltkrieges zog sich der Chef der Sicherheitspolizei und des SD sowie Leiter des Reichssicherheitshauptamtes Ernst Kaltenbrunner ebenso wie zahlreiche andere hochrangige Vertreter des Dritten Reiches nach Altaussee zurück, wo er in der von der Gestapo beschlagnahmten Villa Kerry mit seiner Geliebten Gisela von Westarp residierte. Kerry musste währenddessen in ihrem Frosch-Haus wohnen. Nach der Verhaftung Kaltenbrunners am 12. Mai 1945 auf der Wildenseehütte im Toten Gebirge wurden im Gemüsegarten der Villa Kerry vergraben 76 Kilo Gold, 10.000 Goldmünzen sowie große Bestände an Fremdwährungen entdeckt und von den Amerikanern beschlagnahmt.

## Verwandtschaft zu John Kerry
Der Bruder von Christine Kerrys Großvater Emanuel Kerry, Benedikt Kerry, der seinen ursprünglichen Nachnamen Kohn auf Kerry ändern ließ, war der Urgroßvater des US-amerikanischen Politikers und Präsidentschaftskandidaten John Kerry.

## Ausstellungen
Über die Ausstellungstätigkeit von Christine Kerry ist wenig dokumentiert. Erst nach ihrem Tod fand eine Gedenkausstellung statt:
- 1979: Gedenkausstellung in der Sparkasse Altaussee[14]